# Lucidestea
Lucidestea is een geslacht van weekdieren uit de klasse van de Gastropoda (slakken).

## Soorten
- Lucidestea atkinsoni (Tenison-Woods, 1876)
- Lucidestea fulgida (Dunker, 1882)
- Lucidestea goikulensis (Ladd, 1966) †
- Lucidestea ina (Thiele, 1925)
- Lucidestea intermedia (Thiele, 1930)
- Lucidestea laterea Laseron, 1956
- Lucidestea maculosa Laseron, 1956
- Lucidestea microscopica (Thiele, 1925)
- Lucidestea milium (Thiele, 1925)
- Lucidestea minima (A. Adams, 1860)
- Lucidestea mundula (A. Adams, 1860)
- Lucidestea muratensis (Cotton, 1944)
- Lucidestea nitens (Frauenfeld, 1867)
- Lucidestea obesa Laseron, 1956
- Lucidestea ornata (Golikov & Kussakin in Golikov & Scarlato, 1967)
- Lucidestea pallaryi (Hornung & Mermod, 1927)
- Lucidestea perforata Laseron, 1956
- Lucidestea poolei (Hedley, 1899)
- Lucidestea sublacuna Laseron, 1956
- Lucidestea suvaensis (Ladd, 1966) †
- Lucidestea vitrea Laseron, 1956